# Gripau d'esperons fosc
El gripau d'esperons fosc (Pelobates fuscus) és una espècie d'anur de la família Pelobatidae. Mesura uns 8 cm de longitud, però els seus capgrossos són dels més grans d'Europa, i poden mesurar fins a 18 cm.

## Habitat i distribució
Es troba en gran varietat d'hàbitats, com clarianes de tota mena de boscos, jardins i camps cultivats a l'àrea compresa entre Europa central i Àsia Occidental. Habita a una altitud que va des del nivell de mar fins als 675 metres.
Existeix una població aïllada a la vall del riu Po (Itàlia) que correspon a la subespècie Pelobates fuscus insubricus.